# Loïc Courteau
Loïc Courteau (ur. 6 stycznia 1964 w Bordeaux) – francuski tenisista.
W 1982 roku, jeszcze jako junior, awansował do finału gry pojedynczej chłopców podczas Rolanda Garrosa.
Jako zawodowy tenisista startował w latach 1980–1989.
W grze pojedynczej Courteau uczestniczył we wszystkich czterech turniejach wielkoszlemowych, najdalej dochodząc w 1983 roku do III rundy Wimbledonu. W 1982 roku osiągnął swój jedyny finał o randze ATP World Tour, w Quito.
W grze podwójnej Francuz wygrał jeden turniej z cyklu ATP World Tour, w 1986 roku w Buenos Aires, gdzie tworzył parę z Horstem Skoffem. Ponadto był uczestnikiem pięciu finałów ATP World Tour.
W rankingu gry pojedynczej Courteau najwyżej był na 159. miejscu (22 listopada 1982), a w klasyfikacji gry podwójnej na 37. pozycji (20 lipca 1987).
W latach 2002–2008 Courteau zajmował się trenowaniem Amélie Mauresmo, zwyciężczyni dwóch turniejów wielkoszlemowych.